# Lissimas pechumani
Lissimas pechumani är en tvåvingeart som först beskrevs av Philip 1959.  Lissimas pechumani ingår i släktet Lissimas och familjen bromsar. Inga underarter finns listade i Catalogue of Life.